# Kanako Itō
Kanako Itō (/ いとう かなこ Itō Kanako, sinh ngày 28 tháng 3 năm 1973) là một nữ ca sĩ người Nhật đến từ Utsunomiya, Tochigi, Nhật Bản. Cô đã hát nhiều bài xuất hiện trong một số video game và anime. Một trong những bài hát tiêu biểu của cô là "Kanashimi no Mukō e"  (悲しみの向こうへ), là một trong những bài hát kết thúc (bad end) của bộ visual novel School Days. Itō cũng đã hát cho drama CD và anime chuyển thể của School Days. Ngoài ra cô còn hát cho những game:  Kikokugai: The Cyber Slayer, Saya no Uta, Demonbane, Higurashi no Naku Koro ni Matsuri, Chaos;Head, Steins;Gate, and Robotics;Notes, cùng với những bộ anime Please Twins!, Myself; Yourself, và Hatenkō Yūgi. Bài hát "DD" trong single "A Wish For The Stars" được cô hát bằng tiếng Pháp. Vào tháng 4 năm 2012, cô đã có buổi biểu diễn đầu tiên tại Mỹ trong Anime Boston.

## Danh sách đĩa nhạc

### Đĩa đơn
- "Ethereal Echo", phát hành 28/4/2006
  1. "Rise on Green Wings" (Kishin Hishō Demonbane opening theme)
  2. "Angel's Ladder" (Bài hát kết thúc của Kishin Hishō Demonbane)
  3. "Roar" (Bài hát chủ đề Kishin Hishō Demonbane)
  4. "Rise on Green Wings" (instrumental)
- "Escape", phát hành 22/2/2007
  1. "Escape" (Bài hát kết thúc của Higurashi no Naku Koro ni Matsuri)
  2. "Friend" (Bài hát kết thúc của Higurashi no Naku Koro ni Matsuri)
  3. "Escape" (off vocal)
  4. "Friend" (off vocal)
- "Kimi to Yozora to Sakamichi to" (キミと夜空と坂道と?) (キミと夜空と坂道と?), phát hành 24/10/2007
  1. "Kimi to Yozora to Sakamichi to" (Bài hát kết túc của Myself; Yourself)
  2. "Ivy" (Bài hát mở đầu thứ hai của visual novel Myself; Yourself)
  3. "Kimi to Yozora to Sakamichi to" (off vocal)
  4. "Ivy" (off vocal)
- "Heartbreaking Romance", phát hành 20/2/2008
  1. "Heartbreaking Romance" (Bài hát mở đầu của Hatenkō Yūgi)
  2. "Take you as you are" (Image song của Hatenkō Yūgi)
  3. "Heartbreaking Romance" (off vocal version)
  4. "Take you as you are" (off vocal version)
- "Find the blue", phát hành 7/5/2008
  1. "Find the blue" (Bài hát mở đầu của game Chaos;Head)
  2. "Desire Blue sky" (Bài hát kết thúc của game Chaos;Head)
  3. "Find the blue" (off vocal)
  4. "Desire Blue sky" (off vocal)
- "Tsuisō no Despair" (追想のディスペア?) (追想のディスペア?), phát hành 26/6/2008
  1. "Tsuisō no Despair" (Bài hát mở đầu của Higurashi no Naku Koro ni Kizuna: Tatari)
  2. "Toppū" (突風?) (突風?) (Image song của Higurashi no Naku Koro ni Kizuna: Tatari)
  3. "Tsuisō no Despair" (off vocal)
  4. "Toppū" (off vocal)
- "Tsuioku no Kaze" (追憶の風?) (追憶の風?), phát hành 16/7/2008
  1. "Tsuioku no Kaze" (Togainu no Chi True Blood ending theme)
  2. "Still Alter ego version" (Togainu no Chi ending theme rearranged)
  3. "Tsuioku no Kaze" (off vocal)
  4. "Still Alter ego version" (off vocal)
- "A Wish For The Stars", phát hành 6/8/2008
  1. "A Wish For The Stars" (Blassreiter second ending theme)
  2. "DD" (Blassreiter insert song)
  3. "A Wish For The Stars" (off vocal)
  4. "DD" (off vocal)
- "F.D.D.", phát hành 29/10/2008
  1. "F.D.D." (Chaos;Head anime opening theme)
  2. "Fly to the sky" (Chaos;Head anime image song)
  3. "F.D.D." (off vocal)
  4. "Fly to the sky" (off vocal)
- "Fake Me", phát hành 25/2/2009
  1. "Fake Me" (Chaos;Head Noah Xbox 360 game opening theme)
  2. "A Will" (Chaos;Head Noah Xbox 360 game ending theme)
  3. "Fake Me" (off vocal)
  4. "A Will" (off vocal)
- "Skyclad no Kansokusha" (スカイクラッドの観測者 Skyclad Observer?) (スカイクラッドの観測者, Skyclad Observer?), phát hành 28/10/2009
  1. "Skyclad no Kansokusha" (Steins;Gate opening theme)
  2. "Another Heaven" (Steins;Gate ending theme)
  3. "Skyclad no Kansokusha" (off vocal)
  4. "Another Heaven" (off vocal)
- "Fetishism Ark", phát hành 30/6/2010
  1. "Fetishism Ark" (Chaos;Head Noah PSP game opening theme)
  2. "Kono Sora no Kanata ni" (この空の彼方に?) (この空の彼方に?) (Chaos;Head Love Chu Chu! ending theme)
  3. "Fetishism Ark" (off vocal)
  4. "Kono Sora no Kanata ni" (off vocal)
- "A. R. / Star-Crossed", phát hành 28/7/2010
  1. "A. R." (Steins;Gate PC game image song)
  2. "Star-Crossed" (Starry Sky: in Spring PSP game ending theme)
  3. "A. R." (off vocal)
  4. "Star-Crossed" (off vocal)
- "Hacking to The Gate", phát hành 27/4/2011
  1. "Hacking to The Gate" (Steins;Gate anime opening theme)
  2. "Reliance" (リライアンス?) (リライアンス?)
  3. "Hacking to The Gate" (off vocal)
  4. "Reliance" (off vocal)
- "Chaos Logic", phát hành 28/11/2012
  1. "Chaos Logic" (Chaos;Head Noah PS3 game opening theme)
  2. "D.P." (Chaos;Head anime Blu-ray box set theme)
  3. "Chaos Logic" (off vocal)
  4. "D.P." (off vocal)
- "Anata no Eranda Kono Toki wo" (あなたの選んだこの時を The Moment You Had Chosen?) (あなたの選んだこの時を, The Moment You Had Chosen?), phát hành 24/4/2013
  1. "Anata no Eranda Kono Toki wo" (Steins;Gate: Fuka Ryōiki no Déjà vu opening theme)
  2. "resolution"
  3. "Anata no Eranda Kono Toki wo" (off vocal)
  4. "resolution" (off vocal)